# Стародойное молоко
Стародойное молоко — анормальное коровье, козье, овечье или иное молоко, которое получают за последние 1—2 недели лактации (1—2 недели перед отёлом или 1—2 недели после запуска коровы).
Имеет жёлтый цвет. В нём можно найти жировые шарики и мицеллы казеина. Имеет повышенное содержание хлоридов. Хотя на переработку стародойное молоко не закупается, из него могут делать белково-жировые корма.
Вкус у обычного молока немного сладковатый, а у стародойного — наоборот, горьковатый (даже прогорклый) или солоноватый. Горечь, по всей видимости, связана с наличием в молоке липазы. Запах неприятный.
В стародойном молоке содержится больше белков, жиров (до 9 %) и ферментов, но меньше лактозы, чем в обычном. В стародойном молоке на 0,7 % меньше сухой обезжиренный молочный остаток.
Кислотность обычного молока (15,99—20,99°Т) больше, чем у стародойного (обычно 14—16°Т вплоть до 10°Т, иногда до 5-6°Т). При этом в стародойном молоке плохо развиваются молочнокислые бактерии и оно плохо свёртывается сычужным ферментом (свёртываемость стародойного овечьего молока можно улучшить добавлением хлористого кальция[уточнить]).